# Francis Ronalds
Sir Francis Ronalds FRS (21 de febrer de 1788 - 8 d'agost de 1873) va ser un científic i inventor anglès, molt possiblement el primer enginyer elèctric. Va ser nomenat cavaller pel fet d’haver creat el primer telègraf elèctric que funcionava a una distància considerable.

## Vida i creacions
L’any 1816 va col·locar una longitud de vuit milles de filferro entre marcs de fusta al jardí de la seva mare i va enviar pulsacions d’una banda a l’altra, servint-se de generadors electroestàtics.
Els seus pares, Francis Ronalds i Jane, formatgers majoristes, treballaven en els seus locals comercials a la part alta del Thames Street, a Londres. Va assistir a l’escola del ministre unitari Eliezer Cogan abans d’esdevenir aprenent del seu pare als 14 anys a partir de “Drapers Company”, la companyia que agrupa associacions i gremis antics i moderns de la ciutat de Londres. Més tard, va dirigir el negoci familiar durant diversos anys.
L’any 1810, Ronalds ja duia a terme diversos experiments elèctrics, que va publicar en forma d’articles a la Philosophical Magazine el 1814. Aquests articles tractaven les propietats de la pila seca, un tipus de bateria, desenvolupada amb l’ajuda del seu mentor, Jean-André Deluc. L’any següent, el 1815, Ronalds desenvoluparà el primer rellotge elèctric.
Cal fer una breu enumeració d'altres invents que va dur a terme Ronalds en aquest període: en primer lloc, un electrograma, que pretenia enregistrar les variacions que tenien lloc al llarg del dia en l’electricitat atmosfèrica; en segon lloc, una màquina d’influència que generava electricitat de forma gairebé autònoma; en tercer lloc, va inventar noves formes d'aïllament elèctric.
Al mateix temps, el científic creava el que es va convertir en la Biblioteca Ronalds, que emmagatzema llibres elèctrics, també administrava la seva col·lecció amb el primer catàleg de targetes pràctic.
La seva intervenció en la història de la tecnologia cinematogràfica comença entre els anys 1840 i 1841 quan, gairebé just després que Henry Fox Talbot introduís el seu procés fotogràfic, va documentar les seves primeres idees d’enregistrament fotogràfic. L’any següent, l’antiga Associació Britànica per l’Avenç Científic (actualment Associació Britànica de la Ciència) va encetar operacions en un observatori prop de Londres. Poc després, Ronalds esdevindrà el director d’aquest observatori i cap a l’abril del 1844, va poder començar a dur a terme experiments detallats amb la fotografia, amb l’objectiu de desenvolupar un instrument d’autoenregistrament. Després d’un any, a l’abril del 1845, Ronalds ja havia realitzat la seva màquina inicial, aquesta estava configurada per tal de capturar l’observació del seu aparell d’electricitat atmosfèrica, a l’agost, va enregistrar la temperatura i la pressió atmosfèrica. En un any, va arribar a enregistrar el geomagnetisme.

## Família
Ronalds tenia onze germans i germanes que també van dur vides notables. El seu germà petit, Alfred, va escriure el clàssic llibre Entomologia del pescador amb mosca, l’any 1836, just després va emigrar a Austràlia. El seu germà Hugh va ser un dels fundadors de la ciutat d’Albion a l’oest-mitjà estatunidenc. Una de les seves germanes es va casar amb Samuel Carter, advocat ferroviari i diputat, l’altra germana es va casar amb Peter Martineau, el refinador de sucre fill de Peter Finch Martineau. L’Emily, una altra germana, va col·laborar amb els socialistes Robert Owen i Fanny Wright.